# Astérix et Obélix : Baffez-les tous !
Astérix et Obélix : Baffez-les tous ! est un jeu vidéo d'action, édité par Microids et développé par Mr Nutz Studio, sorti le 2 décembre 2021 en Europe sur PlayStation 4, Xbox One, Switch, Windows et Mac. 
Astérix et Obélix : Baffez-les tous ! 2, une seconde version, est publiée le 13 novembre 2023, en version numérique, et le 30 novembre en éditions physiques.